# Okręg wyborczy Llanelli
Okręg wyborczy Llanelli powstał w 1918 r. i wysyła do brytyjskiej Izby Gmin jednego deputowanego. Okręg obejmuje miasto Llanelli w hrabstwie Carmarthenshire.

## Deputowani do brytyjskiej Izby Gmin z okręgu Llanelli
- 1918–1922: Josiah Towyn Jones, Partia Liberalna
- 1922–1936: John Henry Williams, Partia Pracy
- 1936–1970: Jim Griffiths, Partia Pracy
- 1970–2005: Denzil Davies, Partia Pracy
- 2005– : Nia Griffith, Partia Pracy